# Julio Tormo
Julio Tormo Ases (Valencia, 14 de septiembre de 1952) es un presentador español de televisión y personalidad vinculada al mundo de las Fallas de Valencia.
Estudió Arquitectura en la ciudad de Valencia, siendo el primer (y único) presidente de la Falla King-Kong. Cuando ésta desaparece, en 1982 marcha a Antena 3 a trabajar. Aunque la experiencia de King-Kong escandalizase al corriente conservador fallero, su trabajo como mantenedor de la Fallera Mayor de Valencia le hizo ganarse el favor de la fiesta en el Congreso fallero de 1990. Durante la década de los 2000 funda la comisión Prolongación Alameda-Av. Francia, para cambiar poco después a una comisión vecina, Menorca-Luis Bolinches y poco después a Pizarro-Ciril Amorós. En 2014 pasa a la comisión Joaquim Costa - Burriana, de la que es presidente desde 2015. Ha presentado programas de televisión como La hora de Julio Tormo en Valencia TeVe. Corazón de Fiesta en RTVV y Vamos de fiesta en La 8 Mediterráneo.
Es autor de dos libros que recopilan la historia de las falleras mayores de Valencia desde la creación del cargo.